# 趙涓
赵涓（8世纪—784年），冀州（今河北省冀州市）人，唐朝政治人物。

## 生平
唐玄宗天宝年间，登进士第。开始担任郾城尉，转任监察御史、右司员外郎。唐代宗永泰年间，宫中失火，靠近东宫，代宗怀疑太子。赵涓当时以监察御史为巡使，验明了火起的原因，是宦官直舍不慎所致。太子非常感谢他。河南副元帅王缙奏赵涓充判官，授检校兵部郎中、兼侍御史，转任给事中、太常少卿，太子即位为唐德宗，当时赵涓为衢州刺史，被观察使韩滉所弹劾。唐德宗见其名，诏拜尚书左丞、知吏部选。泾原兵变，赵涓随德宗至梁州（今陕西省汉中市）。兴元元年卒，赠户部尚书。